# スタチャ情報発信番組 ホレぼれ。
スタチャ情報発信番組ホレぼれ。（スタチャじょうほうはっしんばんぐみホレぼれ）は、かつて文化放送（番組後期は東海ラジオ・ラジオ関西）で放送されていたアニラジ番組。
アニメレーベルのスターチャイルドの情報を発信するラジオ番組で、番組構成が前後で大きく変更されていた。

## 第1期

### メインパーソナリティ
- こやまきみこ - 『陸上防衛隊まおちゃん』の主人公、鬼瓦まお役
- 清水愛 - 『朝霧の巫女』のヒロイン、稗田柚子役
- 加藤奈々絵 - 『プリンセスチュチュ』の主人公、あひる役
- 今野宏美 - 『奇鋼仙女ロウラン』のヒロイン、ロウラン役

### アシスタント
- 白石涼子
- 日永田麻衣
- 増山鈴乃音

### 概要
- メインの4人で番組をスタートし、その後番組内オーディションを敢行し、白石涼子・日永田麻衣・増山鈴乃音の3人が合格、アシスタントとして番組に出演した。オーディションの最終候補者には猪口有佳もいた。

### ユニット
- 7人でユニット「パステル」を結成した。

詳細は、項目を参照のこと

## 第2期

### メインパーソナリティ
- 神田朱未 - 『ウルトラマニアック』の主人公、ニナ・サクレイル（佐倉仁菜）役
- 野中藍 - 『宇宙のステルヴィア』の主人公、片瀬志麻役

### アシスタント
- 白石涼子
- 日永田麻衣
- 増山鈴乃音

### 概要
第1期のメインパーソナリティが総降板し、代わりに神田朱未・野中藍がパーソナリティを務めた。
番組構成は第1期とは異なり、「キングレコード・スターチャイルドレーベル」に置かれた情報デスクという設定で編集長を神田、副編集長を野中、助手兼お手伝いを白石という設定で寸劇ドラマも放送されていた（しかし、文化放送では最初の3ヶ月が「文化放送ホームランナイター」の中継延長により飛び飛びの放送になったことから、「スターチャイルドアワー」に吸収されることになった）。

## 放送時間
- 第1期:2002年10月 - 2003年3月の金曜26:30 - 27:00
- 第2期:2003年4月 - 2003年9月の放送。

文化放送とラジオ関西（当時・AM KOBE）は日曜深夜（文化放送が2003年6月までは25:00 - 25:30、7月以降は24:59頃 - 25:29、
ラジオ関西は2003年6月までが25:30 - 26:00、7月以降は25:29頃 - 25:59）、
東海ラジオは土曜22:30頃 - 23:00の放送だった。
| 文化放送 金曜26:30 - 27:00                    | 文化放送 金曜26:30 - 27:00                                          | 文化放送 金曜26:30 - 27:00                             |
| 前番組                                        | 番組名                                                              | 次番組                                                 |
| --------------------------------------------- | ------------------------------------------------------------------- | ------------------------------------------------------ |
| 水樹奈々 スマイルギャング （2002年4月 - 9月） | スタチャ情報発信番組 ホレぼれ。（第1期） （2002年10月 - 2003年3月） | G.A.だにょ （2003年4月 - 9月）                         |
| 文化放送 日曜25:00 - 25:30                    |                                                                     |                                                        |
| 週刊レディオSEED （2003年1月5日 - 3月）       | スタチャ情報発信番組 ホレぼれ。（第2期） （2003年4月 - 9月）        | ラジオのステルヴィア （2003年10月5日 - 2004年3月28日） |